# 以法蓮·摩西·利立
以法莲·摩西·利立（Ephraim Moses Lilien，1874年—1925年）是以色列的插图画家和版画家，在处理以犹太人和锡安主义为主题的作品上尤其出色。他也被称为「最出色的犹太复国主义艺术家」。

## 生平
利立是一位插画家和版画复制匠。利立是其中一位在1906年陪同保利斯·沙捷(Boris Schatz)到应许之地(当时称巴勒斯坦，今以色列国)的艺术家。他参与了贝扎雷艺术与设计学院(比撒列艺术设计学院)的成立。
虽然他以色列逗留的时间很短，但他对「应许之地风格」(Eretz Israel style)的影响深远。他将圣经题材引入犹太复国主义的作品中，并将东方背景的设定改变成理想化的西方设计。二十世纪的头二十年，贝扎雷学院的艺术家都视利立的作品为典范。

## 学历
- 克拉科夫学院
- 维也纳美术学院

## 艺术生涯
利立以他的著名摄影肖像西奥多·赫茨尔(西奥多·赫茨尔) 而闻名。因为他认为西奥多·赫茨尔是“新犹太人” 的完美典范，所以经常选他为模特儿。
1896年，他获得了由前卫杂志青年艺术派(Jugend)颁发的摄影奖。利立绘画了数本书。1923年，他的作品展在纽约开幕。
利立的插图书包括 “犹大”（1900）和“贫民窟之歌”（1903）。

## 过世及纪念
1925年，利立在德国巴登韦勒去世。为了纪念他，耶路撒冷 Nayot有一条街道以他的名字命名。